# Paídi O'Brien
Paídi O'Brien (Kanturk, Comtat de Cork, 13 de febrer de 1984) és un ciclista irlandès, professional del 2006 al 2010.

## Palmarès
- 2002
  -  Campió d'Irlanda júnior en ruta
- 2005
  -  Campió d'Irlanda sub-23 en ruta
- 2006
  -  Campió d'Irlanda sub-23 en ruta
- 2007
  - Vencedor d'una etapa a la Volta al Brabant flamenc